# 宁州街道
宁州街道是中国云南省玉溪市华宁县下辖的一个街道。
宁州街道原名宁州镇。2011年4月12日，宁州镇改名宁州街道。

## 行政区划
宁州街道下辖以下地区：
西门社区、城关社区、甸尾社区、上村社区、右所村、王马村、郭家营村、新庄村、平地村、铁埂村、吗达村、法果村、咱乐村、冲麦村、西冲村、马鞍山村、普茶寨村、岔纳村、新城村、阿路本村、暮车村、舍木多村、火头村、红坡村、茂地村、葫芦冲村、那果村。